# 關澤新一
關澤新一（1920年6月2日—1992年11月19日），出生於東京，當時著名的小說家、編劇、詩人，曾擔任過導演。

## 電影作品
- 飛碟恐怖襲擊（1956年）

## 編劇作品
- 大怪獸巴朗（1958年）
- 宇宙大戰爭（1959年）
- 暗黑街的對決（1960年）
- 電送人間（1960年）
- 獨立愚連隊西進（1960年）
- 摩斯拉（1961年）
- 金剛對哥吉拉（1962年）
- 戰國野郎（1963年）
- 海底軍艦（1963年）
- 摩斯拉對哥吉拉（1964年）
- 宇宙大怪獸德古拉（1964年）
- 三大怪獸 地球最大決戰（1964年）
- 怪獸大戰爭（1965年）
- 哥吉拉·伊比拉·摩斯拉 南海大決鬥（1966年）
- 零式戰鬥機大空戰（1966年）
- 緯度0大作戰（1969年）
- 哥斯拉·迷你拉·加巴拉 全體怪獸大進擊（1969年）
- 地球攻擊命令 哥吉拉對蓋剛（1972年）
- 哥斯拉對梅加洛（1973年）
- 哥斯拉對機械哥斯拉（1974年）